# Божилов, Божидар
Божидар Борисов Божилов (болг. Божидар Борисов Божилов; 5 апреля 1923, Варна — 13 января 2006, София) — болгарский поэт, прозаик, публицист, переводчик, литературный критик и драматург. Лауреат Димитровской премии (1951).

## Биография
Окончил Софийский университет. В 1940 году вступил в Рабочий молодёжный союз Болгарии. С 1944 — член БКП.
Работал редактором в периодических изданиях, после прихода к власти коммунистов в 1944 году — в литературном отделе Радио София.
С 1962 по 1984 год — член Руководящего совета Союза болгарских писателей.
Главный редактор журнала «Пламък» (1966—1970). С 1974 по 1989 — заместитель председателя Союза болгарских переводчиков. Главный редактор приложения «Радио преглед» вестника «Литературен фронт» (1972—1973), редактор отдела поэзии издательства «Български писател», директор издательства «Народна култура» (1973—1980), главный редактор «Пулс» (1980—1984), «Факел» (1984—1996).
Почётный член и приглашённый профессор Айовского университета США (1976).

## Творчество
Автор более 50 сборников стихов, рассказов, пьес, прозы (в том числе, фантастической), ряда критических статей. Дебютировал как поэт в 16-летнем возрасте со сборником стихов и поэм «Трета класа» (1939).
Составитель антологии болгарской поэзии на английском языке, антологии новогреческой поэзии. Переводил на болгарский произведений Шекспира, У. Мередита, русских и греческих поэтов.
Поэзия Б. Божилова издавалась на русском, английском, итальянском, арабском, хинди и других языках.

## Избранные произведения

### Сборники стихов
- «Агитатор» (1950)
- «Любов и омраза» (1951)
- «Под знамето» (1954)
- «За правда и свобода» (1955)
- «Стадион» (1955)
- «Войнишка кръв» (1959)
- «Исторически поеми» (1960)
- «Лиричен роман» (1967)
- «Образи и чувства» (1968)
- «Поезия» (1968)
- «Горди оди» (1969)
- «Американска тетрадка на Божидар Божилов» (1976)

### Пьесы
- «Пробният брак на Ани» — (1964)
- «Посещение в миналото» (1964)
- «Доктор Донкин» (1964)
- «Бреговете на любовта» (1966)
- «Без лице» (1969)
- «Звънете ми на телефон…» (1970)

### Проза
- «Специален кореспондент» (1966)
- «С ракета „LZ“ на луната» — научно-фантастический роман (1956)
- «И дъх на бензин» — повесть (1962)
- «Поети отблизо» — сборник эссе и статей (1976).

## Награды
- Орден Народной Республики Болгария 2 степени (1973)
- Димитровская премия (1951).